# Neoserica opacula
Neoserica opacula är en skalbaggsart som beskrevs av Moser 1924. Neoserica opacula ingår i släktet Neoserica och familjen Melolonthidae. Inga underarter finns listade i Catalogue of Life.